# Élections municipales de 2020 dans le Morbihan
Les élections municipales dans le Morbihan devaient se dérouler les 15 et 22 mars 2020.
Le report du second tour des élections a été annoncé par le président Emmanuel Macron le 16 mars 2020 à la suite de la crise sanitaire liée à la propagation du coronavirus (COVID-19). Le ministre de l'Intérieur Christophe Castaner annonce le même jour la validation des résultats du premier tour.
Un décret publié au JORF du 15 mai 2020 a fixé la tenue des conseils municipaux d'installation, dans les communes pourvues au premier tour, entre les 23 et 28 mai 2020 tandis que le second tour est reporté au 28 juin 2020.

## Maires sortants et maires élus
Hormis Arradon, Auray, Baden et Questembert, la gauche échoue à reconquérir les villes perdues lors du scrutin précédent à Brech, Elven, Inzinzac-Lochrist, Ploemeur, Ploërmel, Pluméliau, Pontivy et Quéven. Elle poursuit son effritement en abandonnant Locmiquélic et surtout Lorient, tout en se consolant avec des victoires à Noyal-Pontivy et Pluvigner. La droite conserve ainsi sa large domination dans le département. Les candidats du parti présidentiel La République en marche connaissent des fortunes diverses, avec le maintien du maire sortant à Hennebont qui compense la défaite enregistrée à Pluvigner.
| Commune           | Population | Maire sortant            | Parti | Parti | Maire élu              | Parti | Parti |
| ----------------- | ---------- | ------------------------ | ----- | ----- | ---------------------- | ----- | ----- |
| Allaire           | 3 854      | Jean-François Mary       |       | DVG   | Jean-François Mary     |       | DVG   |
| Arradon           | 5 340      | Antoine Mercier          |       | DVD   | Pascal Barret          |       | DVG   |
| Auray             | 13 627     | Joseph Rochelle          |       | DVD   | Claire Masson          |       | EÉLV  |
| Baden             | 4 340      | Michel Bainvel           |       | DVD   | Patrick Eveno          |       | DVG   |
| Baud              | 6 261      | Jean-Paul Bertho         |       | PS    | Pascale Gillet-Guyader |       | PS    |
| Belz              | 3 711      | Bruno Goasmat            |       | DVD   | Bruno Goasmat          |       | DVD   |
| Brech             | 6 637      | Fabrice Robelet          |       | DVD   | Fabrice Robelet        |       | DVD   |
| Carnac            | 4 251      | Olivier Lepick           |       | UDI   | Olivier Lepick         |       | UDI   |
| Caudan            | 6 838      | Gérard Falquerho         |       | DVD   | Fabrice Vély           |       | DVD   |
| Elven             | 6 021      | Gérard Gicquel           |       | LR    | Gérard Gicquel         |       | LR    |
| Erdeven           | 3 666      | Dominique Riguidel       |       | DVD   | Dominique Riguidel     |       | DVD   |
| Gourin            | 3 803      | David Le Solliec         |       | LR    | Hervé Le Floc'h        |       | MoDem |
| Grand-Champ       | 5 404      | Yves Bleunven            |       | LR    | Yves Bleunven          |       | LR    |
| Guer              | 6 192      | Jean-Luc Bléher          |       | LREM  | Jean-Luc Bléher        |       | LREM  |
| Guidel            | 11 550     | Jo Daniel                |       | UDI   | Jo Daniel              |       | UDI   |
| Hennebont         | 15 678     | André Hartereau          |       | DVG   | André Hartereau        |       | DVG   |
| Inzinzac-Lochrist | 6 526      | Armelle Nicolas          |       | DVD   | Armelle Nicolas        |       | DVD   |
| Kervignac         | 6 596      | Jacques Le Ludec         |       | LR    | Élodie Le Floch        |       | DVD   |
| La Gacilly        | 3 975      | Jacques Rocher           |       | DVD   | Jacques Rocher         |       | DVD   |
| Landévant         | 3 810      | Jean-François Le Neillon |       | DVD   | Pascal Le Calvé        |       | DVD   |
| Lanester          | 22 728     | Thérèse Thiéry           |       | DVG   | Gilles Carréric        |       | DVG   |
| Languidic         | 7 971      | Patricia Kerjouan        |       | DVD   | Laurent Duval          |       | DVD   |
| Larmor-Plage      | 8 299      | Victor Tonnerre          |       | DVD   | Patrice Valton         |       | DVD   |
| Locminé           | 4 332      | Grégoire Super           |       | LR    | Grégoire Super         |       | LR    |
| Locmiquélic       | 4 046      | Nathalie Le Magueresse   |       | DVG   | Philippe Berthault     |       | DVD   |
| Lorient           | 57 149     | Norbert Métairie         |       | PS    | Fabrice Loher          |       | UDI   |
| Moréac            | 3 765      | Pascal Roselier          |       | DVD   | Pascal Roselier        |       | DVD   |
| Muzillac          | 5 015      | Joseph Brohan            |       | DVD   | Michel Criaud          |       | DVD   |
| Nivillac          | 4 612      | Alain Guihard            |       | DVD   | Alain Guihard          |       | DVD   |
| Noyal-Pontivy     | 3 639      | Marc Kerrien             |       | DVD   | Lionel Ropert          |       | DVG   |
| Plescop           | 5 854      | Loïc Le Trionnaire       |       | PS    | Loïc Le Trionnaire     |       | PS    |
| Ploemeur          | 17 853     | Ronan Loas               |       | LR    | Ronan Loas             |       | LR    |
| Ploeren           | 6 575      | Gilbert Lorho            |       | DVD   | Gilbert Lorho          |       | DVD   |
| Ploërmel          | 9 837      | Patrick Le Diffon        |       | LR    | Patrick Le Diffon      |       | LR    |
| Plouay            | 5 670      | Gwenn Le Nay             |       | UDI   | Gwenn Le Nay           |       | UDI   |
| Plouhinec         | 5 353      | Adrien Le Formal         |       | DVD   | Sophie Le Chat         |       | DVD   |
| Pluméliau-Bieuzy  | 4 376      | Benoit Quéro             |       | DVD   | Benoit Quéro           |       | DVD   |
| Plumergat         | 4 112      | Michel Jalu              |       | LR    | Sandrine Cadoret       |       | DVD   |
| Pluneret          | 5 722      | Franck Vallein           |       | DVG   | Franck Vallein         |       | DVG   |
| Pluvigner         | 7 543      | Gérard Pillet            |       | LREM  | Diane Hingray          |       | PS    |
| Pont-Scorff       | 3 744      | Pierrik Névannen         |       | LR    | Pierrik Névannen       |       | LR    |
| Pontivy           | 14 606     | Christine Le Strat       |       | MoDem | Christine Le Strat     |       | MoDem |
| Questembert       | 7 585      | Marie Annick Martin      |       | DVD   | Boris Lemaire          |       | DVG   |
| Quéven            | 8 676      | Marc Boutruche           |       | DVD   | Marc Boutruche         |       | DVD   |
| Quiberon          | 4 741      | Bernard Hilliet          |       | DVD   | Patrick Le Roux        |       | DVD   |
| Riantec           | 5 622      | Jean-Michel Bonhomme     |       | DVD   | Jean-Michel Bonhomme   |       | DVD   |
| Saint-Avé         | 11 642     | Anne Gallo               |       | DVG   | Anne Gallo             |       | DVG   |
| Saint-Nolff       | 3 779      | Nadine Le Goff-Carnec    |       | DVD   | Nadine Le Goff-Carnec  |       | DVD   |
| Sarzeau           | 8 182      | David Lappartient        |       | LR    | David Lappartient      |       | LR    |
| Séné              | 8 947      | Luc Foucault             |       | GRS   | Sylvie Sculo           |       | PS    |
| Sulniac           | 3 674      | Marylène Conan           |       | DVG   | Marylène Conan         |       | DVG   |
| Surzur            | 4 429      | Michèle Nadeau           |       | DVD   | Noëlle Chenot          |       | DVD   |
| Theix-Noyalo      | 7 966      | Yves Questel             |       | DVD   | Christian Sébille      |       | DVD   |
| Vannes            | 53 352     | David Robo               |       | DVD   | David Robo             |       | DVD   |

### Résultats en nombre de maires
| Partis       | Partis                               | Maires sortants | Maires élus | Évolution     |
| ------------ | ------------------------------------ | --------------- | ----------- | ------------- |
|              | Divers gauche                        | 8               | 9           | 1             |
|              | Parti socialiste                     | 2               | 4           | 2             |
|              | Mouvement républicain et citoyen     | 1               | 0           | 1             |
|              | Europe Écologie Les Verts            | 0               | 1           | 1             |
| Total gauche | Total gauche                         | 11              | 14          | 3             |
|              | Divers droite                        | 27              | 28          | 1             |
|              | Les Républicains                     | 8               | 6           | 2             |
|              | Union des démocrates et indépendants | 3               | 5           | 2             |
| Total droite | Total droite                         | 38              | 39          | 1             |
|              | La République en marche              | 2               | 1           | 1             |
|              | Mouvement démocrate                  | 1               | 2           | 1             |
| Total centre | Total centre                         | 3               | 3           | en stagnation |
|              | Sans étiquette                       | 4               | 0           | 4             |
| Total divers | Total divers                         | 4               | 0           | 4             |
| Total        | Total                                | 56              | 56          | -             |

## Résultats dans les communes de plus de3 500 habitants

### Allaire
- Maire sortant : Jean-François Mary (DVG)

|                               | Jean-François Mary,      | DVG                      | 941   | 100,00 | 27 | 3 |  |  |
| Allaire dynamique & solidaire |                          |                          | 941   | 100,00 | 27 | 3 |  |  |
|                               |                          |                          |       |        |    |   |  |  |
| Votes exprimés                | Votes exprimés           | Votes exprimés           | 941   | 97,05  |    |   |  |  |
| Votes blancs                  | Votes blancs             | Votes blancs             | 59    | 5,46   |    |   |  |  |
| Votes nuls                    | Votes nuls               | Votes nuls               | 81    | 7,49   |    |   |  |  |
| Total                         | Total                    | Total                    | 1 081 | 100    | 27 | 3 |  |  |
| Abstention                    | Abstention               | Abstention               | 1 921 | 63,99  |    |   |  |  |
| Inscrits / participation      | Inscrits / participation | Inscrits / participation | 3 002 | 36,01  |    |   |  |  |

### Arradon
- Maire sortant : Antoine Mercier (LR)

| Tête de liste                | Tête de liste            | Liste                    | Premier tour | Premier tour | Second tour | Second tour | Sièges | Sièges |
| Tête de liste                | Tête de liste            | Liste                    | Voix         | %            | Voix        | %           | CM     | CC     |
| ---------------------------- | ------------------------ | ------------------------ | ------------ | ------------ | ----------- | ----------- | ------ | ------ |
|                              | Pascal Barret            | DVG                      | 1 032        | 40,17        | 1 282       | 44,85       | 22     | 2      |
| Arradon projet éco-citoyen   |                          |                          | 1 032        | 40,17        | 1 282       | 44,85       | 22     | 2      |
|                              | Jean-Philippe Périès     | DVD-LR                   | 1 052        | 40,94        | 1 231       | 43,07       | 6      | 1      |
| Inspiration Arradon          |                          |                          | 1 052        | 40,94        | 1 231       | 43,07       | 6      | 1      |
|                              | Éric Monnin              | LREM                     | 485          | 18,87        | 345         | 12,07       | 1      | 0      |
| Mon engagement c'est Arradon |                          |                          | 485          | 18,87        | 345         | 12,07       | 1      | 0      |
|                              |                          |                          |              |              |             |             |        |        |
| Votes exprimés               | Votes exprimés           | Votes exprimés           | 2 569        | 97,38        | 2 858       | 98,48       |        |        |
| Votes blancs                 | Votes blancs             | Votes blancs             | 27           | 1,02         | 26          | 0,90        |        |        |
| Votes nuls                   | Votes nuls               | Votes nuls               | 42           | 1,59         | 18          | 0,62        |        |        |
| Total                        | Total                    | Total                    | 2 638        | 100          | 2 902       | 100         | 29     | 3      |
| Abstention                   | Abstention               | Abstention               | 2 238        | 45,90        | 1 977       | 40,52       |        |        |
| Inscrits / participation     | Inscrits / participation | Inscrits / participation | 4 876        | 54,10        | 4 879       | 59,48       |        |        |

### Auray
- Maire sortant : Joseph Rochelle (LR)

| Tête de liste            | Tête de liste            | Liste                    | Premier tour | Premier tour | Second tour | Second tour | Sièges | Sièges |
| Tête de liste            | Tête de liste            | Liste                    | Voix         | %            | Voix        | %           | CM     | CC     |
| ------------------------ | ------------------------ | ------------------------ | ------------ | ------------ | ----------- | ----------- | ------ | ------ |
|                          | Claire Masson            | EÉLV-PS-DVG              | 1 332        | 33,06        | 1 953       | 42,61       | 24     | 6      |
| Auray ville citoyenne    |                          |                          | 1 332        | 33,06        | 1 953       | 42,61       | 24     | 6      |
|                          | Jean Dumoulin            | UDI                      | 814          | 20,20        | 1 296       | 28,27       | 5      | 1      |
| J'aime Auray             |                          |                          | 814          | 20,20        | 1 296       | 28,27       | 5      | 1      |
|                          | Joseph Rochelle,         | LR                       | 488          | 12,11        | 771         | 16,82       | 2      | 1      |
| Notre énergie pour Auray |                          |                          | 488          | 12,11        | 771         | 16,82       | 2      | 1      |
|                          | Jean-Michel Lassalle     | LREM                     | 414          | 10,27        | 771         | 16,82       | 2      | 1      |
| Auray à venir            |                          |                          | 414          | 10,27        | 771         | 16,82       | 2      | 1      |
|                          | Ronan Allain             | DVD                      | 354          | 8,78         | 771         | 16,82       | 2      | 1      |
| Auray, un nouvel horizon |                          |                          | 354          | 8,78         | 771         | 16,82       | 2      | 1      |
|                          | Benoît Guyot             | DVC                      | 627          | 15,56        | 563         | 12,28       | 2      | 0      |
| Auray ensemble           |                          |                          | 627          | 15,56        | 563         | 12,28       | 2      | 0      |
|                          |                          |                          |              |              |             |             |        |        |
| Votes exprimés           | Votes exprimés           | Votes exprimés           | 4 029        | 97,32        | 4 583       | 98,07       |        |        |
| Votes blancs             | Votes blancs             | Votes blancs             | 43           | 1,04         | 42          | 0,90        |        |        |
| Votes nuls               | Votes nuls               | Votes nuls               | 68           | 1,64         | 48          | 1,03        |        |        |
| Total                    | Total                    | Total                    | 4 140        | 100          | 4 673       | 100         | 33     | 8      |
| Abstention               | Abstention               | Abstention               | 5 648        | 57,70        | 5 120       | 52,28       |        |        |
| Inscrits / participation | Inscrits / participation | Inscrits / participation | 9 788        | 42,30        | 9 793       | 47,72       |        |        |

### Baden
- Maire sortant : Michel Bainvel (DVD)

| Tête de liste            | Tête de liste            | Liste                    | Premier tour | Premier tour | Second tour | Second tour | Sièges | Sièges |
| Tête de liste            | Tête de liste            | Liste                    | Voix         | %            | Voix        | %           | CM     | CC     |
| ------------------------ | ------------------------ | ------------------------ | ------------ | ------------ | ----------- | ----------- | ------ | ------ |
|                          | Patrick Eveno            | DVG                      | 711          | 35,63        | 878         | 40,00       | 19     | 2      |
| Vivre Baden              |                          |                          | 711          | 35,63        | 878         | 40,00       | 19     | 2      |
|                          | Patrick Piquet           | DVD                      | 695          | 34,83        | 806         | 36,71       | 5      | 0      |
| Ensemble pour Baden 2020 |                          |                          | 695          | 34,83        | 806         | 36,71       | 5      | 0      |
|                          | Claude Le Goff           | PS                       | 589          | 29,52        | 511         | 23,28       | 3      | 0      |
| Baden nouveau cap        |                          |                          | 589          | 29,52        | 511         | 23,28       | 3      | 0      |
|                          |                          |                          |              |              |             |             |        |        |
| Votes exprimés           | Votes exprimés           | Votes exprimés           | 1 995        | 98,76        | 2 195       | 98,78       |        |        |
| Votes blancs             | Votes blancs             | Votes blancs             | 12           | 0,59         | 13          | 0,59        |        |        |
| Votes nuls               | Votes nuls               | Votes nuls               | 13           | 0,64         | 14          | 0,63        |        |        |
| Total                    | Total                    | Total                    | 2 020        | 100          | 2 222       | 100         | 27     | 2      |
| Abstention               | Abstention               | Abstention               | 2 344        | 53,71        | 2 133       | 48,98       |        |        |
| Inscrits / participation | Inscrits / participation | Inscrits / participation | 4 364        | 46,29        | 4 355       | 51,02       |        |        |

### Baud
- Maire sortant : Jean-Paul Bertho (PS)

| Tête de liste                           | Tête de liste          | Liste          | Premier tour | Premier tour | Sièges | Sièges |
| Tête de liste                           | Tête de liste          | Liste          | Voix         | %            | CM     | CC     |
| --------------------------------------- | ---------------------- | -------------- | ------------ | ------------ | ------ | ------ |
|                                         | Pascale Gillet-Guyader | PS-PCF         | 1 481        | 60,92        | 24     | 5      |
| Toujours plus Baud - Ville en mouvement |                        |                | 1 481        | 60,92        | 24     | 5      |
|                                         | Nelly Fourquet         | DVD            | 950          | 39,07        | 5      | 1      |
| Une ambition pour Baud                  |                        |                | 950          | 39,07        | 5      | 1      |
|                                         |                        |                |              |              |        |        |
| Inscrits                                | Inscrits               | Inscrits       | 4 888        |              |        |        |
| Abstentions                             | Abstentions            | Abstentions    | 2 389        | 48,87        |        |        |
| Votants                                 | Votants                | Votants        | 2 499        | 51,13        |        |        |
| Blancs et nuls                          | Blancs et nuls         | Blancs et nuls | 68           | 2,72         |        |        |
| Exprimés                                | Exprimés               | Exprimés       | 2 431        | 97,28        |        |        |

### Belz
- Maire sortant : Bruno Goasmat (DVD)

|                      | Bruno Goasmat, | DVD            | 1 085 | 64,04 | 22 | 2 |  |  |
| Bien vivre à Belz    |                |                | 1 085 | 64,04 | 22 | 2 |  |  |
|                      | Yannick Bian   | DVD            | 609   | 35,95 | 5  | 0 |  |  |
| Belz, le nouvel élan |                |                | 609   | 35,95 | 5  | 0 |  |  |
|                      |                |                |       |       |    |   |  |  |
| Inscrits             | Inscrits       | Inscrits       | 3 238 |       |    |   |  |  |
| Abstentions          | Abstentions    | Abstentions    | 1 494 | 46,14 |    |   |  |  |
| Votants              | Votants        | Votants        | 1 744 | 53,86 |    |   |  |  |
| Blancs et nuls       | Blancs et nuls | Blancs et nuls | 50    | 2,87  |    |   |  |  |
| Exprimés             | Exprimés       | Exprimés       | 1 694 | 97,13 |    |   |  |  |

### Brech
- Maire sortant : Fabrice Robelet (DVD)

| Tête de liste         | Tête de liste    | Liste          | Premier tour | Premier tour | Sièges | Sièges |
| Tête de liste         | Tête de liste    | Liste          | Voix         | %            | CM     | CC     |
| --------------------- | ---------------- | -------------- | ------------ | ------------ | ------ | ------ |
|                       | Fabrice Robelet, | DVD-LR         | 1 571        | 100,00       | 29     | 4      |
| Vivre Brec'h ensemble |                  |                | 1 571        | 100,00       | 29     | 4      |
|                       |                  |                |              |              |        |        |
| Inscrits              | Inscrits         | Inscrits       | 5 315        |              |        |        |
| Abstentions           | Abstentions      | Abstentions    | 3 537        | 66,55        |        |        |
| Votants               | Votants          | Votants        | 1 778        | 33,45        |        |        |
| Blancs et nuls        | Blancs et nuls   | Blancs et nuls | 207          | 11,64        |        |        |
| Exprimés              | Exprimés         | Exprimés       | 1 571        | 88,36        |        |        |

### Carnac
- Maire sortant : Olivier Lepick (UDI)

| Tête de liste                   | Tête de liste      | Liste          | Premier tour | Premier tour | Sièges | Sièges |
| Tête de liste                   | Tête de liste      | Liste          | Voix         | %            | CM     | CC     |
| ------------------------------- | ------------------ | -------------- | ------------ | ------------ | ------ | ------ |
|                                 | Olivier Lepick,    | UDI            | 1 268        | 65,52        | 23     | 3      |
| Carnac à votre image            |                    |                | 1 268        | 65,52        | 23     | 3      |
|                                 | Jeannine Le Golvan | DVD            | 502          | 25,94        | 3      | 0      |
| Carnac Avenir                   |                    |                | 502          | 25,94        | 3      | 0      |
|                                 | Pierre Léon Luneau | DVD            | 165          | 8,52         | 1      | 0      |
| La Carnacoise - Liste citoyenne |                    |                | 165          | 8,52         | 1      | 0      |
|                                 |                    |                |              |              |        |        |
| Inscrits                        | Inscrits           | Inscrits       | 4 313        |              |        |        |
| Abstentions                     | Abstentions        | Abstentions    | 2 324        | 53,88        |        |        |
| Votants                         | Votants            | Votants        | 1 989        | 46,12        |        |        |
| Blancs et nuls                  | Blancs et nuls     | Blancs et nuls | 54           | 2,71         |        |        |
| Exprimés                        | Exprimés           | Exprimés       | 1 935        | 97,29        |        |        |

### Caudan
- Maire sortant : Gérard Falquerho (DVD)

| Tête de liste                 | Tête de liste         | Liste          | Premier tour | Premier tour | Sièges | Sièges |
| Tête de liste                 | Tête de liste         | Liste          | Voix         | %            | CM     | CC     |
| ----------------------------- | --------------------- | -------------- | ------------ | ------------ | ------ | ------ |
|                               | Fabrice Vély          | DVD            | 1 931        | 79,20        | 26     | 2      |
| Vivons Caudan - Bevomp Kaodan |                       |                | 1 931        | 79,20        | 26     | 2      |
|                               | Olivier Nicolas-Barré | DVG            | 507          | 20,79        | 3      | 0      |
| Caudan en transition          |                       |                | 507          | 20,79        | 3      | 0      |
|                               |                       |                |              |              |        |        |
| Inscrits                      | Inscrits              | Inscrits       | 5 661        |              |        |        |
| Abstentions                   | Abstentions           | Abstentions    | 3 147        | 55,59        |        |        |
| Votants                       | Votants               | Votants        | 2 514        | 44,41        |        |        |
| Blancs et nuls                | Blancs et nuls        | Blancs et nuls | 76           | 3,02         |        |        |
| Exprimés                      | Exprimés              | Exprimés       | 2 438        | 96,98        |        |        |

### Elven
- Maire sortant : Gérard Gicquel (LR)

| Tête de liste                 | Tête de liste       | Liste          | Premier tour | Premier tour | Sièges | Sièges |
| Tête de liste                 | Tête de liste       | Liste          | Voix         | %            | CM     | CC     |
| ----------------------------- | ------------------- | -------------- | ------------ | ------------ | ------ | ------ |
|                               | Gérard Gicquel,     | LR             | 1 345        | 80,20        | 27     | 3      |
| Ensemble, agissons pour Elven |                     |                | 1 345        | 80,20        | 27     | 3      |
|                               | Didier Simon-Texier | DVD            | 332          | 19,79        | 2      | 0      |
| Elven pour le changement      |                     |                | 332          | 19,79        | 2      | 0      |
|                               |                     |                |              |              |        |        |
| Inscrits                      | Inscrits            | Inscrits       | 4 442        |              |        |        |
| Abstentions                   | Abstentions         | Abstentions    | 2 629        | 59,19        |        |        |
| Votants                       | Votants             | Votants        | 1 813        | 40,81        |        |        |
| Blancs et nuls                | Blancs et nuls      | Blancs et nuls | 136          | 7,50         |        |        |
| Exprimés                      | Exprimés            | Exprimés       | 1 677        | 92,50        |        |        |

### Erdeven
- Maire sortant : Dominique Riguidel (DVD)

| Tête de liste              | Tête de liste       | Liste          | Premier tour | Premier tour | Sièges | Sièges |
| Tête de liste              | Tête de liste       | Liste          | Voix         | %            | CM     | CC     |
| -------------------------- | ------------------- | -------------- | ------------ | ------------ | ------ | ------ |
|                            | Dominique Riguidel, | DVD            | 846          | 57,23        | 22     | 2      |
| Agir ensemble pour Erdeven |                     |                | 846          | 57,23        | 22     | 2      |
|                            | Valérie Bourhis     | EÉLV-PS        | 632          | 42,76        | 5      | 0      |
| Erdeven en transition      |                     |                | 632          | 42,76        | 5      | 0      |
|                            |                     |                |              |              |        |        |
| Inscrits                   | Inscrits            | Inscrits       | 3 349        |              |        |        |
| Abstentions                | Abstentions         | Abstentions    | 1 807        | 53,96        |        |        |
| Votants                    | Votants             | Votants        | 1 542        | 46,04        |        |        |
| Blancs et nuls             | Blancs et nuls      | Blancs et nuls | 64           | 4,15         |        |        |
| Exprimés                   | Exprimés            | Exprimés       | 1 478        | 95,85        |        |        |

### Évellys
- Maire sortant : Gérard Corrignan (DVD)

| Tête de liste                   | Tête de liste     | Liste          | Premier tour | Premier tour | Sièges | Sièges |
| Tête de liste                   | Tête de liste     | Liste          | Voix         | %            | CM     | CC     |
| ------------------------------- | ----------------- | -------------- | ------------ | ------------ | ------ | ------ |
|                                 | Gérard Corrignan, | DVD            | 643          | 100,00       | 27     | 3      |
| Unis et solidaires pour Évellys |                   |                | 643          | 100,00       | 27     | 3      |
|                                 |                   |                |              |              |        |        |
| Inscrits                        | Inscrits          | Inscrits       | 2 566        |              |        |        |
| Abstentions                     | Abstentions       | Abstentions    | 1 604        | 62,51        |        |        |
| Votants                         | Votants           | Votants        | 962          | 37,49        |        |        |
| Blancs et nuls                  | Blancs et nuls    | Blancs et nuls | 319          | 33,16        |        |        |
| Exprimés                        | Exprimés          | Exprimés       | 643          | 66,84        |        |        |

### Gourin
- Maire sortant : David Le Solliec (LR)

| Tête de liste                    | Tête de liste   | Liste          | Premier tour | Premier tour | Sièges | Sièges |
| Tête de liste                    | Tête de liste   | Liste          | Voix         | %            | CM     | CC     |
| -------------------------------- | --------------- | -------------- | ------------ | ------------ | ------ | ------ |
|                                  | Hervé Le Floc'h | MoDem-DVD      | 957          | 52,69        | 21     | 5      |
| Ensemble pour l'avenir de Gourin |                 |                | 957          | 52,69        | 21     | 5      |
|                                  | Anne Troalen    | PS-DVG         | 859          | 47,30        | 6      | 1      |
| Agir avec vous pour Gourin       |                 |                | 859          | 47,30        | 6      | 1      |
|                                  |                 |                |              |              |        |        |
| Inscrits                         | Inscrits        | Inscrits       | 3 281        |              |        |        |
| Abstentions                      | Abstentions     | Abstentions    | 1 385        | 42,21        |        |        |
| Votants                          | Votants         | Votants        | 1 896        | 57,79        |        |        |
| Blancs et nuls                   | Blancs et nuls  | Blancs et nuls | 80           | 4,22         |        |        |
| Exprimés                         | Exprimés        | Exprimés       | 1 816        | 95,78        |        |        |

### Grand-Champ
- Maire sortant : Yves Bleunven (LR)

| Tête de liste        | Tête de liste  | Liste          | Premier tour | Premier tour | Sièges | Sièges |
| Tête de liste        | Tête de liste  | Liste          | Voix         | %            | CM     | CC     |
| -------------------- | -------------- | -------------- | ------------ | ------------ | ------ | ------ |
|                      | Yves Bleunven, | LR             | 1 378        | 100,00       | 29     | 3      |
| Grand-Champ Regard 9 |                |                | 1 378        | 100,00       | 29     | 3      |
|                      |                |                |              |              |        |        |
| Inscrits             | Inscrits       | Inscrits       | 4 300        |              |        |        |
| Abstentions          | Abstentions    | Abstentions    | 2 748        | 63,91        |        |        |
| Votants              | Votants        | Votants        | 1 552        | 36,09        |        |        |
| Blancs et nuls       | Blancs et nuls | Blancs et nuls | 174          | 11,21        |        |        |
| Exprimés             | Exprimés       | Exprimés       | 1 378        | 88,79        |        |        |

### Guer
- Maire sortant : Jean-Luc Bléher (UDI)

| Tête de liste              | Tête de liste    | Liste          | Premier tour | Premier tour | Sièges | Sièges |
| Tête de liste              | Tête de liste    | Liste          | Voix         | %            | CM     | CC     |
| -------------------------- | ---------------- | -------------- | ------------ | ------------ | ------ | ------ |
|                            | Jean-Luc Bléher, | UDI            | 858          | 100,00       | 29     | 8      |
| Ensemble, cap sur l'avenir |                  |                | 858          | 100,00       | 29     | 8      |
|                            |                  |                |              |              |        |        |
| Inscrits                   | Inscrits         | Inscrits       | 4 224        |              |        |        |
| Abstentions                | Abstentions      | Abstentions    | 3 083        | 72,99        |        |        |
| Votants                    | Votants          | Votants        | 1 141        | 27,01        |        |        |
| Blancs et nuls             | Blancs et nuls   | Blancs et nuls | 283          | 24,80        |        |        |
| Exprimés                   | Exprimés         | Exprimés       | 858          | 75,20        |        |        |

### Guidel
- Maire sortant : Joël (Jo) Daniel (UDI)

| Tête de liste            | Tête de liste            | Liste                    | Premier tour | Premier tour | Second tour | Second tour | Sièges | Sièges |
| Tête de liste            | Tête de liste            | Liste                    | Voix         | %            | Voix        | %           | CM     | CC     |
| ------------------------ | ------------------------ | ------------------------ | ------------ | ------------ | ----------- | ----------- | ------ | ------ |
|                          | Jo Daniel,               | UDI                      | 1 756        | 41,35        | 1 942       | 42,55       | 24     | 3      |
| Guidel au cœur           |                          |                          | 1 756        | 41,35        | 1 942       | 42,55       | 24     | 3      |
|                          | Anne-Maud Goujon         | LR                       | 1 277        | 30,07        | 1 427       | 31,27       | 5      | 1      |
| Guidel avenir            |                          |                          | 1 277        | 30,07        | 1 427       | 31,27       | 5      | 1      |
|                          | Henri-Philippe Lamy      | PS-DVG                   | 1 213        | 28,56        | 1 194       | 26,16       | 4      | 0      |
| Guidel pour tous         |                          |                          | 1 213        | 28,56        | 1 194       | 26,16       | 4      | 0      |
|                          |                          |                          |              |              |             |             |        |        |
| Votes exprimés           | Votes exprimés           | Votes exprimés           | 4 246        | 98,01        | 4 563       | 98,81       |        |        |
| Votes blancs             | Votes blancs             | Votes blancs             | 47           | 1,08         | 36          | 0,78        |        |        |
| Votes nuls               | Votes nuls               | Votes nuls               | 39           | 0,90         | 19          | 0,41        |        |        |
| Total                    | Total                    | Total                    | 4 332        | 100          | 4 618       | 100         | 33     | 4      |
| Abstention               | Abstention               | Abstention               | 5 218        | 54,64        | 4 946       | 51,71       |        |        |
| Inscrits / participation | Inscrits / participation | Inscrits / participation | 9 550        | 45,36        | 9 564       | 48,29       |        |        |

### Hennebont
- Maire sortant : André Hartereau (LREM)
- 33 sièges à pourvoir au conseil municipal (population légale 2017 : 15 678 habitants)
- 5 sièges à pourvoir au conseil communautaire (CA Lorient Agglomération)

| Tête de liste                    | Tête de liste    | Liste            | Premier tour | Premier tour | Sièges | Sièges |
| Tête de liste                    | Tête de liste    | Liste            | Voix         | %            | CM     | CC     |
| -------------------------------- | ---------------- | ---------------- | ------------ | ------------ | ------ | ------ |
|                                  | André Hartereau, | LREM-PS-EÉLV-UDB | 2 183        | 52,88        | 26     | 4      |
| Hennebont initiatives citoyennes |                  |                  | 2 183        | 52,88        | 26     | 4      |
|                                  | Fabrice Lebreton | PCF-G.s-FI       | 1 328        | 32,17        | 5      | 1      |
| Hennebont pour tous              |                  |                  | 1 328        | 32,17        | 5      | 1      |
|                                  | Michèle Le Bail  | DVG              | 617          | 14,94        | 2      | 0      |
| Liste indépendante               |                  |                  | 617          | 14,94        | 2      | 0      |
|                                  |                  |                  |              |              |        |        |
| Inscrits                         | Inscrits         | Inscrits         | 11 671       |              |        |        |
| Abstentions                      | Abstentions      | Abstentions      | 7 365        | 63,11        |        |        |
| Votants                          | Votants          | Votants          | 4 306        | 36,89        |        |        |
| Blancs et nuls                   | Blancs et nuls   | Blancs et nuls   | 178          | 4,13         |        |        |
| Exprimés                         | Exprimés         | Exprimés         | 4 128        | 95,87        |        |        |

### Inzinzac-Lochrist
- Maire sortante : Armelle Nicolas (DVD)

| Tête de liste                                            | Tête de liste    | Liste          | Premier tour | Premier tour | Sièges | Sièges |
| Tête de liste                                            | Tête de liste    | Liste          | Voix         | %            | CM     | CC     |
| -------------------------------------------------------- | ---------------- | -------------- | ------------ | ------------ | ------ | ------ |
|                                                          | Armelle Nicolas, | DVD            | 1 397        | 53,27        | 23     | 2      |
| Collectif citoyen Inzinzac-Lochrist avec Armelle Nicolas |                  |                | 1 397        | 53,27        | 23     | 2      |
|                                                          | Philippe Noguès  | G.s-PCF        | 645          | 24,59        | 3      | 0      |
| Inzinzac-Lochrist, alternative 2020                      |                  |                | 645          | 24,59        | 3      | 0      |
|                                                          | Yves Péran       | PS             | 580          | 22,12        | 3      | 0      |
| Ensemble, forgeons notre avenir                          |                  |                | 580          | 22,12        | 3      | 0      |
|                                                          |                  |                |              |              |        |        |
| Inscrits                                                 | Inscrits         | Inscrits       | 5 181        |              |        |        |
| Abstentions                                              | Abstentions      | Abstentions    | 2 510        | 48,45        |        |        |
| Votants                                                  | Votants          | Votants        | 2 671        | 51,55        |        |        |
| Blancs et nuls                                           | Blancs et nuls   | Blancs et nuls | 49           | 1,83         |        |        |
| Exprimés                                                 | Exprimés         | Exprimés       | 2 622        | 98,17        |        |        |

### Kervignac
- Maire sortant : Jacques Le Ludec (DVD)

| Tête de liste                      | Tête de liste            | Liste                    | Premier tour | Premier tour | Second tour | Second tour | Sièges | Sièges |
| Tête de liste                      | Tête de liste            | Liste                    | Voix         | %            | Voix        | %           | CM     | CC     |
| ---------------------------------- | ------------------------ | ------------------------ | ------------ | ------------ | ----------- | ----------- | ------ | ------ |
|                                    | Élodie Le Floch          | DVD                      | 1 259        | 44,25        | 1 453       | 48,87       | 22     | 8      |
| Trait d'union pour Kervignac       |                          |                          | 1 259        | 44,25        | 1 453       | 48,87       | 22     | 8      |
|                                    | Jean-Marc Le Pallec      | DVD                      | 1 145        | 40,24        | 1 227       | 41,27       | 6      | 1      |
| Continuons ensemble pour Kervignac |                          |                          | 1 145        | 40,24        | 1 227       | 41,27       | 6      | 1      |
|                                    | Sébastien Seguin         | DVC                      | 441          | 15,50        | 293         | 9,85        | 1      | 0      |
| Kervignac pour l'avenir            |                          |                          | 441          | 15,50        | 293         | 9,85        | 1      | 0      |
|                                    |                          |                          |              |              |             |             |        |        |
| Votes exprimés                     | Votes exprimés           | Votes exprimés           | 2 845        | 98,41        | 2 973       | 98,87       |        |        |
| Votes blancs                       | Votes blancs             | Votes blancs             | 26           | 0,90         | 18          | 0,60        |        |        |
| Votes nuls                         | Votes nuls               | Votes nuls               | 20           | 0,69         | 16          | 0,53        |        |        |
| Total                              | Total                    | Total                    | 2 891        | 100          | 3 007       | 100         | 29     | 10     |
| Abstention                         | Abstention               | Abstention               | 2 111        | 42,20        | 2 005       | 40,00       |        |        |
| Inscrits / participation           | Inscrits / participation | Inscrits / participation | 5 002        | 57,80        | 5 012       | 60,00       |        |        |

### La Gacilly
- Maire sortant : Jacques Rocher (DVD)

| Tête de liste                              | Tête de liste   | Liste          | Premier tour | Premier tour | Sièges | Sièges |
| Tête de liste                              | Tête de liste   | Liste          | Voix         | %            | CM     | CC     |
| ------------------------------------------ | --------------- | -------------- | ------------ | ------------ | ------ | ------ |
|                                            | Jacques Rocher, | DVD            | 776          | 100,00       | 29     | 5      |
| Unis pour bien vivre ensemble à La Gacilly |                 |                | 776          | 100,00       | 29     | 5      |
|                                            |                 |                |              |              |        |        |
| Inscrits                                   | Inscrits        | Inscrits       | 3 045        |              |        |        |
| Abstentions                                | Abstentions     | Abstentions    | 1 993        | 65,45        |        |        |
| Votants                                    | Votants         | Votants        | 1 052        | 34,55        |        |        |
| Blancs et nuls                             | Blancs et nuls  | Blancs et nuls | 276          | 26,24        |        |        |
| Exprimés                                   | Exprimés        | Exprimés       | 776          | 73,76        |        |        |

### Landévant
- Maire sortant : Jean-François Le Neillon (DVD)

| Tête de liste                | Tête de liste   | Liste          | Premier tour | Premier tour | Sièges | Sièges |
| Tête de liste                | Tête de liste   | Liste          | Voix         | %            | CM     | CC     |
| ---------------------------- | --------------- | -------------- | ------------ | ------------ | ------ | ------ |
|                              | Pascal Le Calvé | DVD            | 864          | 54,99        | 21     | 2      |
| Bien vivre à Landévant       |                 |                | 864          | 54,99        | 21     | 2      |
|                              | Patrick Mallet  | DVD            | 707          | 45,00        | 6      | 0      |
| Ensemble pour un nouvel élan |                 |                | 707          | 45,00        | 6      | 0      |
|                              |                 |                |              |              |        |        |
| Inscrits                     | Inscrits        | Inscrits       | 2 889        |              |        |        |
| Abstentions                  | Abstentions     | Abstentions    | 1 275        | 44,13        |        |        |
| Votants                      | Votants         | Votants        | 1 614        | 55,87        |        |        |
| Blancs et nuls               | Blancs et nuls  | Blancs et nuls | 43           | 2,66         |        |        |
| Exprimés                     | Exprimés        | Exprimés       | 1 571        | 97,34        |        |        |

### Lanester
- Maire sortante : Thérèse Thiéry (DVG)
- 35 sièges à pourvoir au conseil municipal (population légale 2017 : 22 728 habitants)
- 7 sièges à pourvoir au conseil communautaire (CA Lorient Agglomération)

| Tête de liste                                            | Tête de liste        | Liste                   | Premier tour | Premier tour | Sièges | Sièges |
| Tête de liste                                            | Tête de liste        | Liste                   | Voix         | %            | CM     | CC     |
| -------------------------------------------------------- | -------------------- | ----------------------- | ------------ | ------------ | ------ | ------ |
|                                                          | Gilles Carréric      | DVG-PS-PCF-EÉLV-UDB-G.s | 3 417        | 54,78        | 28     | 7      |
| Lanester Ambitions communes                              |                      |                         | 3 417        | 54,78        | 28     | 7      |
|                                                          | Claudine de Brassier | LREM                    | 1 271        | 20,37        | 4      | 1      |
| Lanester en marche - Agir et innover ensemble            |                      |                         | 1 271        | 20,37        | 4      | 1      |
|                                                          | David Megel          | RN                      | 911          | 14,60        | 2      | 0      |
| Bien vivre à Lanester                                    |                      |                         | 911          | 14,60        | 2      | 0      |
|                                                          | Alexandre Scheuer    | FI                      | 491          | 7,87         | 1      | 0      |
| Lanester en commun                                       |                      |                         | 491          | 7,87         | 1      | 0      |
|                                                          | Cyril Le Bail        | LO                      | 147          | 2,35         | 0      | 0      |
| Lutte ouvrière - Faire entendre le camp des travailleurs |                      |                         | 147          | 2,35         | 0      | 0      |
|                                                          |                      |                         |              |              |        |        |
| Inscrits                                                 | Inscrits             | Inscrits                | 16 571       |              |        |        |
| Abstentions                                              | Abstentions          | Abstentions             | 10 124       | 61,09        |        |        |
| Votants                                                  | Votants              | Votants                 | 6 447        | 38,91        |        |        |
| Blancs et nuls                                           | Blancs et nuls       | Blancs et nuls          | 210          | 3,26         |        |        |
| Exprimés                                                 | Exprimés             | Exprimés                | 6 237        | 96,74        |        |        |

### Languidic
- Maire sortante : Patricia Kerjouan (DVD)

| Tête de liste                 | Tête de liste            | Liste                    | Premier tour | Premier tour | Second tour | Second tour | Sièges | Sièges |
| Tête de liste                 | Tête de liste            | Liste                    | Voix         | %            | Voix        | %           | CM     | CC     |
| ----------------------------- | ------------------------ | ------------------------ | ------------ | ------------ | ----------- | ----------- | ------ | ------ |
|                               | Loïc Le Picard           | DVD                      | 1 155        | 39,44        | 1 683       | 56,93       | 23     | 2      |
| Languidic avec vous           |                          |                          | 1 155        | 39,44        | 1 683       | 56,93       | 23     | 2      |
|                               | Laurent Duval            | DVD                      | 692          | 23,63        | 1 683       | 56,93       | 23     | 2      |
| Nouvel élan et perspectives   |                          |                          | 692          | 23,63        | 1 683       | 56,93       | 23     | 2      |
|                               | Jérémy Simon             | DVG                      | 1 081        | 36,91        | 1 273       | 43,06       | 6      | 0      |
| Languidic 2020 Osons l'avenir |                          |                          | 1 081        | 36,91        | 1 273       | 43,06       | 6      | 0      |
|                               |                          |                          |              |              |             |             |        |        |
| Votes exprimés                | Votes exprimés           | Votes exprimés           | 2 928        | 97,37        | 2 956       | 96,04       |        |        |
| Votes blancs                  | Votes blancs             | Votes blancs             | 26           | 0,86         | 54          | 1,75        |        |        |
| Votes nuls                    | Votes nuls               | Votes nuls               | 53           | 1,76         | 68          | 2,21        |        |        |
| Total                         | Total                    | Total                    | 3 007        | 100          | 3 078       | 100         | 29     | 2      |
| Abstention                    | Abstention               | Abstention               | 3 220        | 51,71        | 3 157       | 50,63       |        |        |
| Inscrits / participation      | Inscrits / participation | Inscrits / participation | 6 227        | 48,29        | 6 235       | 49,37       |        |        |

### Larmor-Plage
- Maire sortant : Victor Tonnerre (DVD)

| Tête de liste                     | Tête de liste            | Liste                    | Premier tour | Premier tour | Second tour | Second tour | Sièges | Sièges |
| Tête de liste                     | Tête de liste            | Liste                    | Voix         | %            | Voix        | %           | CM     | CC     |
| --------------------------------- | ------------------------ | ------------------------ | ------------ | ------------ | ----------- | ----------- | ------ | ------ |
|                                   | Patrice Valton           | DVD                      | 1 085        | 30,75        | 1 578       | 40,15       | 21     | 2      |
| Ensemble pour Larmor-Plage        |                          |                          | 1 085        | 30,75        | 1 578       | 40,15       | 21     | 2      |
|                                   | Brigitte Mélin           | LR                       | 1 018        | 28,85        | 1 146       | 29,16       | 4      | 1      |
| Larmor-Plage, notre trait d'union |                          |                          | 1 018        | 28,85        | 1 146       | 29,16       | 4      | 1      |
|                                   | Marie-France Normant     | DVC (ex-LREM)            | 711          | 20,15        | 815         | 20,73       | 3      | 0      |
| Agir pour Larmor-Plage            |                          |                          | 711          | 20,15        | 815         | 20,73       | 3      | 0      |
|                                   | Jean-Louis Milès         | PS-EÉLV-PCF              | 522          | 14,79        | 391         | 9,94        | 1      | 0      |
| Larmor avenir                     |                          |                          | 522          | 14,79        | 391         | 9,94        | 1      | 0      |
|                                   | Gérard Pinguet           | LREM                     | 192          | 5,44         |             |             |        |        |
| Proche de vous                    |                          |                          | 192          | 5,44         |             |             |        |        |
|                                   |                          |                          |              |              |             |             |        |        |
| Votes exprimés                    | Votes exprimés           | Votes exprimés           | 3 528        | 97,19        | 3 930       | 98,32       |        |        |
| Votes blancs                      | Votes blancs             | Votes blancs             | 43           | 1,18         | 31          | 0,78        |        |        |
| Votes nuls                        | Votes nuls               | Votes nuls               | 59           | 1,63         | 36          | 0,90        |        |        |
| Total                             | Total                    | Total                    | 3 630        | 100          | 3 997       | 100         | 29     | 3      |
| Abstention                        | Abstention               | Abstention               | 3 994        | 52,39        | 3 643       | 47,68       |        |        |
| Inscrits / participation          | Inscrits / participation | Inscrits / participation | 7 624        | 47,61        | 7 640       | 52,32       |        |        |

### Locminé
- Maire sortant : Grégoire Super (DVD)

| Tête de liste     | Tête de liste   | Liste          | Premier tour | Premier tour | Sièges | Sièges |
| Tête de liste     | Tête de liste   | Liste          | Voix         | %            | CM     | CC     |
| ----------------- | --------------- | -------------- | ------------ | ------------ | ------ | ------ |
|                   | Grégoire Super, | LR             | 889          | 100,00       | 27     | 4      |
| Locminé en action |                 |                | 889          | 100,00       | 27     | 4      |
|                   |                 |                |              |              |        |        |
| Inscrits          | Inscrits        | Inscrits       | 3 057        |              |        |        |
| Abstentions       | Abstentions     | Abstentions    | 2 031        | 66,44        |        |        |
| Votants           | Votants         | Votants        | 1 026        | 33,56        |        |        |
| Blancs et nuls    | Blancs et nuls  | Blancs et nuls | 137          | 13,35        |        |        |
| Exprimés          | Exprimés        | Exprimés       | 889          | 86,65        |        |        |

### Locmiquélic
- Maire sortante : Nathalie Le Magueresse (ex REM)

| Tête de liste            | Tête de liste            | Liste                    | Premier tour | Premier tour | Second tour | Second tour | Sièges | Sièges |
| Tête de liste            | Tête de liste            | Liste                    | Voix         | %            | Voix        | %           | CM     | CC     |
| ------------------------ | ------------------------ | ------------------------ | ------------ | ------------ | ----------- | ----------- | ------ | ------ |
|                          | Philippe Berthault       | DVD                      | 465          | 25,17        | 812         | 41,79       | 20     | 1      |
| Avec et pour Locmiquélic |                          |                          | 465          | 25,17        | 812         | 41,79       | 20     | 1      |
|                          | Marylène Prigent         | DVD                      | 394          | 21,33        | 812         | 41,79       | 20     | 1      |
| Locmiquélic 2020         |                          |                          | 394          | 21,33        | 812         | 41,79       | 20     | 1      |
|                          | Nathalie Le Magueresse,  | ex REM                   | 549          | 29,72        | 727         | 37,41       | 5      | 0      |
| Locmiquélic avenir       |                          |                          | 549          | 29,72        | 727         | 37,41       | 5      | 0      |
|                          | Cécile Deprez            | EÉLV                     | 439          | 23,76        | 404         | 20,79       | 2      | 0      |
| Locmiquélic citoyenne !  |                          |                          | 439          | 23,76        | 404         | 20,79       | 2      | 0      |
|                          |                          |                          |              |              |             |             |        |        |
| Votes exprimés           | Votes exprimés           | Votes exprimés           | 1 847        | 97,83        | 1 943       | 97,93       |        |        |
| Votes blancs             | Votes blancs             | Votes blancs             | 20           | 1,06         | 30          | 1,51        |        |        |
| Votes nuls               | Votes nuls               | Votes nuls               | 21           | 1,11         | 11          | 0,55        |        |        |
| Total                    | Total                    | Total                    | 1 888        | 100          | 1 984       | 100         | 27     | 1      |
| Abstention               | Abstention               | Abstention               | 1 434        | 43,17        | 1 341       | 40,33       |        |        |
| Inscrits / participation | Inscrits / participation | Inscrits / participation | 3 322        | 56,83        | 3 325       | 59,67       |        |        |

### Locoal-Mendon
- Maire sortant : Jean-Maurice Majou (DVD)

| Tête de liste                   | Tête de liste       | Liste          | Premier tour | Premier tour | Sièges | Sièges |
| Tête de liste                   | Tête de liste       | Liste          | Voix         | %            | CM     | CC     |
| ------------------------------- | ------------------- | -------------- | ------------ | ------------ | ------ | ------ |
|                                 | Karine Bellec       | DVD            | 853          | 53,78        | 18     | 2      |
| Vivons Locoal-Mendon !          |                     |                | 853          | 53,78        | 18     | 2      |
|                                 | Jean-Maurice Majou, | DVD            | 733          | 46,21        | 5      | 0      |
| Construisons l'avenir avec vous |                     |                | 733          | 46,21        | 5      | 0      |
|                                 |                     |                |              |              |        |        |
| Inscrits                        | Inscrits            | Inscrits       | 2 915        |              |        |        |
| Abstentions                     | Abstentions         | Abstentions    | 1 302        | 44,67        |        |        |
| Votants                         | Votants             | Votants        | 1 613        | 55,33        |        |        |
| Blancs et nuls                  | Blancs et nuls      | Blancs et nuls | 27           | 1,67         |        |        |
| Exprimés                        | Exprimés            | Exprimés       | 1 586        | 98,33        |        |        |

### Lorient
- Maire sortant : Norbert Métairie (PS), ne se représente pas[73]
- 45 sièges à pourvoir au conseil municipal (population légale 2017 : 57 149 habitants)
- 19 sièges à pourvoir au conseil communautaire (CA Lorient Agglomération)

| Tête de liste                                                  | Tête de liste            | Liste                    | Premier tour | Premier tour | Second tour | Second tour | Sièges | Sièges |
| Tête de liste                                                  | Tête de liste            | Liste                    | Voix         | %            | Voix        | %           | CM     | CC     |
| -------------------------------------------------------------- | ------------------------ | ------------------------ | ------------ | ------------ | ----------- | ----------- | ------ | ------ |
|                                                                | Fabrice Loher            | UDI                      | 2 624        | 20,82        | 4 815       | 35,34       | 31     | 15     |
| Unissons Lorient                                               |                          |                          | 2 624        | 20,82        | 4 815       | 35,34       | 31     | 15     |
|                                                                | Damien Girard            | EÉLV-PS-PCF-UDB          | 2 897        | 22,99        | 4 473       | 32,83       | 8      | 3      |
| Lorient en commun, relevons les défis climatiques et sociaux ! |                          |                          | 2 897        | 22,99        | 4 473       | 32,83       | 8      | 3      |
|                                                                | Bruno Blanchard          | diss.PS                  | 2 325        | 18,45        | 2 664       | 19,55       | 4      | 2      |
| Bien vivre Lorient                                             |                          |                          | 2 325        | 18,45        | 2 664       | 19,55       | 4      | 2      |
|                                                                | Laurent Tonnerre         | LREM                     | 2 243        | 17,80        | 1 672       | 12,27       | 2      | 1      |
| Demain Lorient                                                 |                          |                          | 2 243        | 17,80        | 1 672       | 12,27       | 2      | 1      |
|                                                                | Christian Mouton         | RN                       | 886          | 7,03         |             |             |        |        |
| Aimer Lorient                                                  |                          |                          | 886          | 7,03         |             |             |        |        |
|                                                                | Jean-Philippe Olivieri   | DVG                      | 830          | 6,58         |             |             |        |        |
| Énergies citoyennes Lorient                                    |                          |                          | 830          | 6,58         |             |             |        |        |
|                                                                | David Drégoire           | LR                       | 434          | 3,44         |             |             |        |        |
| Lorient nouvelle ère                                           |                          |                          | 434          | 3,44         |             |             |        |        |
|                                                                | Hassan Dibesse           | DVG                      | 361          | 2,86         |             |             |        |        |
| Redonnons un avenir à Lorient                                  |                          |                          | 361          | 2,86         |             |             |        |        |
|                                                                |                          |                          |              |              |             |             |        |        |
| Votes exprimés                                                 | Votes exprimés           | Votes exprimés           | 12 600       | 97,08        | 13 624      | 97,38       |        |        |
| Votes blancs                                                   | Votes blancs             | Votes blancs             | 147          | 1,13         | 187         | 1,34        |        |        |
| Votes nuls                                                     | Votes nuls               | Votes nuls               | 232          | 1,79         | 180         | 1,29        |        |        |
| Total                                                          | Total                    | Total                    | 12 979       | 100          | 13 991      | 100         | 15     | 21     |
| Abstention                                                     | Abstention               | Abstention               | 25 363       | 66,15        | 24 366      | 63,52       |        |        |
| Inscrits / participation                                       | Inscrits / participation | Inscrits / participation | 38 342       | 33,85        | 38 357      | 36,48       |        |        |

### Moréac
- Maire sortant : Pascal Roselier (DVD)

| Tête de liste             | Tête de liste    | Liste          | Premier tour | Premier tour | Sièges | Sièges |
| Tête de liste             | Tête de liste    | Liste          | Voix         | %            | CM     | CC     |
| ------------------------- | ---------------- | -------------- | ------------ | ------------ | ------ | ------ |
|                           | Pascal Roselier, | DVD            | 867          | 100,00       | 27     | 4      |
| Agir ensemble pour Moréac |                  |                | 867          | 100,00       | 27     | 4      |
|                           |                  |                |              |              |        |        |
| Inscrits                  | Inscrits         | Inscrits       | 2 670        |              |        |        |
| Abstentions               | Abstentions      | Abstentions    | 1 653        | 61,91        |        |        |
| Votants                   | Votants          | Votants        | 1 017        | 38,09        |        |        |
| Blancs et nuls            | Blancs et nuls   | Blancs et nuls | 150          | 14,75        |        |        |
| Exprimés                  | Exprimés         | Exprimés       | 867          | 85,25        |        |        |

### Muzillac
- Maire sortant : Joseph Brohan (DVD)

| Tête de liste                                   | Tête de liste  | Liste          | Premier tour | Premier tour | Sièges | Sièges |
| Tête de liste                                   | Tête de liste  | Liste          | Voix         | %            | CM     | CC     |
| ----------------------------------------------- | -------------- | -------------- | ------------ | ------------ | ------ | ------ |
|                                                 | Michel Criaud  | DVD            | 876          | 100,00       | 29     | 6      |
| Muzillac horizon 2030, dynamiques et solidaires |                |                | 876          | 100,00       | 29     | 6      |
|                                                 |                |                |              |              |        |        |
| Inscrits                                        | Inscrits       | Inscrits       | 4 082        |              |        |        |
| Abstentions                                     | Abstentions    | Abstentions    | 2 824        | 69,18        |        |        |
| Votants                                         | Votants        | Votants        | 1 258        | 30,82        |        |        |
| Blancs et nuls                                  | Blancs et nuls | Blancs et nuls | 382          | 30,37        |        |        |
| Exprimés                                        | Exprimés       | Exprimés       | 876          | 69,63        |        |        |

### Nivillac
- Maire sortant : Alain Guihard (DVD)

| Tête de liste          | Tête de liste          | Liste          | Premier tour | Premier tour | Sièges | Sièges |
| Tête de liste          | Tête de liste          | Liste          | Voix         | %            | CM     | CC     |
| ---------------------- | ---------------------- | -------------- | ------------ | ------------ | ------ | ------ |
|                        | Alain Guihard,         | DVD            | 982          | 60,80        | 22     | 5      |
| Ensemble pour Nivillac |                        |                | 982          | 60,80        | 22     | 5      |
|                        | Patrick Buessler-Muela | DVG            | 633          | 39,19        | 5      | 1      |
| Tous pour Nivillac     |                        |                | 633          | 39,19        | 5      | 1      |
|                        |                        |                |              |              |        |        |
| Inscrits               | Inscrits               | Inscrits       | 3 537        |              |        |        |
| Abstentions            | Abstentions            | Abstentions    | 1 856        | 52,47        |        |        |
| Votants                | Votants                | Votants        | 1 681        | 47,53        |        |        |
| Blancs et nuls         | Blancs et nuls         | Blancs et nuls | 66           | 3,93         |        |        |
| Exprimés               | Exprimés               | Exprimés       | 1 615        | 96,07        |        |        |

### Noyal-Pontivy
- Maire sortant : Marc Kerrien (DVD)

| Tête de liste                   | Tête de liste  | Liste          | Premier tour | Premier tour | Sièges | Sièges |
| Tête de liste                   | Tête de liste  | Liste          | Voix         | %            | CM     | CC     |
| ------------------------------- | -------------- | -------------- | ------------ | ------------ | ------ | ------ |
|                                 | Lionel Ropert  | DVG            | 910          | 56,38        | 21     | 2      |
| Noyal-Pontivy, terres d'avenir  |                |                | 910          | 56,38        | 21     | 2      |
|                                 | Nelly Ganivet  | DVD            | 704          | 43,61        | 6      | 1      |
| Unis pour réussir Noyal-Pontivy |                |                | 704          | 43,61        | 6      | 1      |
|                                 |                |                |              |              |        |        |
| Inscrits                        | Inscrits       | Inscrits       | 2 893        |              |        |        |
| Abstentions                     | Abstentions    | Abstentions    | 1 203        | 41,58        |        |        |
| Votants                         | Votants        | Votants        | 1 690        | 58,42        |        |        |
| Blancs et nuls                  | Blancs et nuls | Blancs et nuls | 76           | 4,50         |        |        |
| Exprimés                        | Exprimés       | Exprimés       | 1 614        | 95,50        |        |        |

### Plescop
- Maire sortant : Loïc Le Trionnaire (PS)

| Tête de liste     | Tête de liste       | Liste          | Premier tour | Premier tour | Sièges | Sièges |
| Tête de liste     | Tête de liste       | Liste          | Voix         | %            | CM     | CC     |
| ----------------- | ------------------- | -------------- | ------------ | ------------ | ------ | ------ |
|                   | Loïc Le Trionnaire, | PS             | 862          | 100,00       | 29     | 3      |
| Plescop avec vous |                     |                | 862          | 100,00       | 29     | 3      |
|                   |                     |                |              |              |        |        |
| Inscrits          | Inscrits            | Inscrits       | 4 645        |              |        |        |
| Abstentions       | Abstentions         | Abstentions    | 3 524        | 75,87        |        |        |
| Votants           | Votants             | Votants        | 1 121        | 24,13        |        |        |
| Blancs et nuls    | Blancs et nuls      | Blancs et nuls | 259          | 23,10        |        |        |
| Exprimés          | Exprimés            | Exprimés       | 862          | 76,90        |        |        |

### Plœmeur
- Maire sortant : Ronan Loas (DVD, ex-LR)
- 33 sièges à pourvoir au conseil municipal (population légale 2017 : 17 853 habitants)
- 6 sièges à pourvoir au conseil communautaire (CA Lorient Agglomération)

|                                   |                          |                          |              |              |        |        |
| Tête de liste                     | Tête de liste            | Liste                    | Premier tour | Premier tour | Sièges | Sièges |
| Tête de liste                     | Tête de liste            | Liste                    | Voix         | %            | CM     | CC     |
|                                   | Ronan Loas,              | LR-LREM                  | 4 019        | 60,38        | 28     | 6      |
| Aimer Plœmeur - Avec Ronan Loas ! |                          |                          | 4 019        | 60,38        | 28     | 6      |
|                                   | Émmanuelle Trocadéro     | G.s-PS-PCF-EÉLV-UDB      | 1 245        | 18,70        | 3      | 0      |
| Plœmeur en actes                  |                          |                          | 1 245        | 18,70        | 3      | 0      |
|                                   | Annie Verdès             | DVG-ECO                  | 633          | 9,51         | 1      | 0      |
| Plœmeur avec vous                 |                          |                          | 633          | 9,51         | 1      | 0      |
|                                   | Loïc Tonnerre            | LR-DVD                   | 394          | 5,91         | 1      | 0      |
| Avec les Plœmeurois               |                          |                          | 394          | 5,91         | 1      | 0      |
|                                   | Dominique Quintin        | DVD                      | 365          | 5,48         | 0      | 0      |
| Plœmeur citoyens 2020             |                          |                          | 365          | 5,48         | 0      | 0      |
|                                   |                          |                          |              |              |        |        |
| Votes exprimés                    | Votes exprimés           | Votes exprimés           | 6 656        | 97,77        |        |        |
| Votes blancs                      | Votes blancs             | Votes blancs             | 152          | 2,23         |        |        |
| Votes nuls                        | Votes nuls               | Votes nuls               | 0            | 0,00         |        |        |
| Total                             | Total                    | Total                    | 6 808        | 100          | 33     | 6      |
| Abstention                        | Abstention               | Abstention               | 8 942        | 56,77        |        |        |
| Inscrits / participation          | Inscrits / participation | Inscrits / participation | 15 750       | 43,23        |        |        |

### Ploeren
- Maire sortant : Gilbert Lorho (DVD)

| Tête de liste                      | Tête de liste      | Liste          | Premier tour | Premier tour | Sièges | Sièges |
| Tête de liste                      | Tête de liste      | Liste          | Voix         | %            | CM     | CC     |
| ---------------------------------- | ------------------ | -------------- | ------------ | ------------ | ------ | ------ |
|                                    | Gilbert Lorho,     | DVD            | 1 230        | 67,99        | 25     | 3      |
| Bien vivre à Ploeren               |                    |                | 1 230        | 67,99        | 25     | 3      |
|                                    | Jean-Louis Berthou | DVD            | 579          | 32,00        | 4      | 0      |
| Ploeren demain - Agissons ensemble |                    |                | 579          | 32,00        | 4      | 0      |
|                                    |                    |                |              |              |        |        |
| Inscrits                           | Inscrits           | Inscrits       | 5 327        |              |        |        |
| Abstentions                        | Abstentions        | Abstentions    | 3 433        | 64,45        |        |        |
| Votants                            | Votants            | Votants        | 1 894        | 35,55        |        |        |
| Blancs et nuls                     | Blancs et nuls     | Blancs et nuls | 85           | 4,49         |        |        |
| Exprimés                           | Exprimés           | Exprimés       | 1 809        | 95,51        |        |        |

### Ploërmel
- Maire sortant : Patrick Le Diffon (LR)

| Tête de liste            | Tête de liste      | Liste          | Premier tour | Premier tour | Sièges | Sièges |
| Tête de liste            | Tête de liste      | Liste          | Voix         | %            | CM     | CC     |
| ------------------------ | ------------------ | -------------- | ------------ | ------------ | ------ | ------ |
|                          | Patrick Le Diffon, | LR             | 1 755        | 54,68        | 27     | 11     |
| Ploërmel en mouvement    |                    |                | 1 755        | 54,68        | 27     | 11     |
|                          | Emeline Tostivint  | PS-EÉLV        | 806          | 25,11        | 4      | 1      |
| Ploërmel en transition   |                    |                | 806          | 25,11        | 4      | 1      |
|                          | Christophe Launay  | DVD            | 518          | 16,14        | 2      | 1      |
| Ploërmelais notre avenir |                    |                | 518          | 16,14        | 2      | 1      |
|                          | David Cabas        | DLF            | 130          | 4,05         | 0      | 0      |
| Unis pour Ploërmel       |                    |                | 130          | 4,05         | 0      | 0      |
|                          |                    |                |              |              |        |        |
| Inscrits                 | Inscrits           | Inscrits       | 7 181        |              |        |        |
| Abstentions              | Abstentions        | Abstentions    | 3 871        | 53,91        |        |        |
| Votants                  | Votants            | Votants        | 3 310        | 46,09        |        |        |
| Blancs et nuls           | Blancs et nuls     | Blancs et nuls | 101          | 3,05         |        |        |
| Exprimés                 | Exprimés           | Exprimés       | 3 209        | 96,95        |        |        |

### Plouay
- Maire sortant : Gwenn Le Nay (UDI)

| Tête de liste   | Tête de liste  | Liste          | Premier tour | Premier tour | Sièges | Sièges |
| Tête de liste   | Tête de liste  | Liste          | Voix         | %            | CM     | CC     |
| --------------- | -------------- | -------------- | ------------ | ------------ | ------ | ------ |
|                 | Gwenn Le Nay,  | UDI            | 1 484        | 100,00       | 29     | 2      |
| Plouay ensemble |                |                | 1 484        | 100,00       | 29     | 2      |
|                 |                |                |              |              |        |        |
| Inscrits        | Inscrits       | Inscrits       | 4 220        |              |        |        |
| Abstentions     | Abstentions    | Abstentions    | 2 479        | 58,74        |        |        |
| Votants         | Votants        | Votants        | 1 741        | 41,26        |        |        |
| Blancs et nuls  | Blancs et nuls | Blancs et nuls | 257          | 14,76        |        |        |
| Exprimés        | Exprimés       | Exprimés       | 1 484        | 85,24        |        |        |

### Plouhinec
- Maire sortant : Adrien Le Formal (DVD)

| Tête de liste                              | Tête de liste           | Liste          | Premier tour | Premier tour | Sièges | Sièges |
| Tête de liste                              | Tête de liste           | Liste          | Voix         | %            | CM     | CC     |
| ------------------------------------------ | ----------------------- | -------------- | ------------ | ------------ | ------ | ------ |
|                                            | Sophie Le Chat          | DVD            | 1 288        | 50,39        | 22     | 6      |
| Un nouveau cap pour bien vivre à Plouhinec |                         |                | 1 288        | 50,39        | 22     | 6      |
|                                            | Marie-Christine Le Quer | DVD            | 649          | 25,39        | 4      | 1      |
| Plouhinec, l'avenir ensemble               |                         |                | 649          | 25,39        | 4      | 1      |
|                                            | Jean-Jacques Guillermic | DVD            | 619          | 24,21        | 3      | 1      |
| Ensemble, vivons notre commune             |                         |                | 619          | 24,21        | 3      | 1      |
|                                            |                         |                |              |              |        |        |
| Inscrits                                   | Inscrits                | Inscrits       | 4 833        |              |        |        |
| Abstentions                                | Abstentions             | Abstentions    | 2 227        | 46,08        |        |        |
| Votants                                    | Votants                 | Votants        | 2 606        |              |        |        |
| Blancs et nuls                             | Blancs et nuls          | Blancs et nuls | 50           | 1,92         |        |        |
| Exprimés                                   | Exprimés                | Exprimés       | 2 556        | 98,08        |        |        |

### Pluméliau-Bieuzy
- Maire sortant : Benoît Quéro (DVD)

| Tête de liste                       | Tête de liste     | Liste          | Premier tour | Premier tour | Sièges | Sièges |
| Tête de liste                       | Tête de liste     | Liste          | Voix         | %            | CM     | CC     |
| ----------------------------------- | ----------------- | -------------- | ------------ | ------------ | ------ | ------ |
|                                     | Benoît Quéro,     | DVD            | 1 226        | 72,93        | 25     | 4      |
| Ensemble, maintenons le cap         |                   |                | 1 226        | 72,93        | 25     | 4      |
|                                     | Christian Cleuyou | DVD            | 455          | 27,06        | 4      | 0      |
| Unis pour faire vivre la démocratie |                   |                | 455          | 27,06        | 4      | 0      |
|                                     |                   |                |              |              |        |        |
| Inscrits                            | Inscrits          | Inscrits       | 3 357        |              |        |        |
| Abstentions                         | Abstentions       | Abstentions    | 1 549        | 46,14        |        |        |
| Votants                             | Votants           | Votants        | 1 808        | 53,86        |        |        |
| Blancs et nuls                      | Blancs et nuls    | Blancs et nuls | 127          | 7,02         |        |        |
| Exprimés                            | Exprimés          | Exprimés       | 1 681        | 92,98        |        |        |

### Plumergat
- Maire sortant : Michel Jalu (DVD)

| Tête de liste                              | Tête de liste    | Liste          | Premier tour | Premier tour | Sièges | Sièges |
| Tête de liste                              | Tête de liste    | Liste          | Voix         | %            | CM     | CC     |
| ------------------------------------------ | ---------------- | -------------- | ------------ | ------------ | ------ | ------ |
|                                            | Sandrine Cadoret | DVD            | 936          | 68,72        | 23     | 3      |
| Plumergat-Mériadec, ensemble pour l'avenir |                  |                | 936          | 68,72        | 23     | 3      |
|                                            | Robert Trouillet | DVG            | 426          | 31,27        | 4      | 0      |
| Plumergat-Mériadec demain                  |                  |                | 426          | 31,27        | 4      | 0      |
|                                            |                  |                |              |              |        |        |
| Inscrits                                   | Inscrits         | Inscrits       | 3 078        |              |        |        |
| Abstentions                                | Abstentions      | Abstentions    | 1 667        | 54,16        |        |        |
| Votants                                    | Votants          | Votants        | 1 411        | 45,84        |        |        |
| Blancs et nuls                             | Blancs et nuls   | Blancs et nuls | 49           | 3,47         |        |        |
| Exprimés                                   | Exprimés         | Exprimés       | 1 362        | 96,53        |        |        |

### Pluneret
- Maire sortant : Franck Vallein (DVG)

| Tête de liste            | Tête de liste   | Liste          | Premier tour | Premier tour | Sièges | Sièges |
| Tête de liste            | Tête de liste   | Liste          | Voix         | %            | CM     | CC     |
| ------------------------ | --------------- | -------------- | ------------ | ------------ | ------ | ------ |
|                          | Franck Vallein, | DVG            | 1 224        | 100,00       | 29     | 3      |
| Ensemble, gardons le cap |                 |                | 1 224        | 100,00       | 29     | 3      |
|                          |                 |                |              |              |        |        |
| Inscrits                 | Inscrits        | Inscrits       | 4 830        |              |        |        |
| Abstentions              | Abstentions     | Abstentions    | 3 452        | 71,47        |        |        |
| Votants                  | Votants         | Votants        | 1 378        | 28,53        |        |        |
| Blancs et nuls           | Blancs et nuls  | Blancs et nuls | 154          | 11,18        |        |        |
| Exprimés                 | Exprimés        | Exprimés       | 1 224        | 88,82        |        |        |

### Pluvigner
- Maire sortant : Gérard Pillet (PS)

| Tête de liste                     | Tête de liste            | Liste                    | Premier tour | Premier tour | Second tour | Second tour | Sièges | Sièges |
| Tête de liste                     | Tête de liste            | Liste                    | Voix         | %            | Voix        | %           | CM     | CC     |
| --------------------------------- | ------------------------ | ------------------------ | ------------ | ------------ | ----------- | ----------- | ------ | ------ |
|                                   | Diane Hingray            | PS                       | 1 104        | 41,66        | 1 096       | 40,92       | 21     | 3      |
| Pluvigner, partageons demain      |                          |                          | 1 104        | 41,66        | 1 096       | 40,92       | 21     | 3      |
|                                   | Aurélie Rio              | DVD                      | 773          | 29,16        | 1 063       | 39,69       | 6      | 1      |
| Agir ensemble pour Pluvigner      |                          |                          | 773          | 29,16        | 1 063       | 39,69       | 6      | 1      |
|                                   | Bruno Richard            | DVD                      | 413          | 15,58        | 249         | 9,29        | 1      | 0      |
| Un nouveau souffle pour Pluvigner |                          |                          | 413          | 15,58        | 249         | 9,29        | 1      | 0      |
|                                   | Jean-Michel Le Cam       | DVG                      | 360          | 13,58        | 270         | 10,08       | 1      | 0      |
| Pluvigner ressources communes     |                          |                          | 360          | 13,58        | 270         | 10,08       | 1      | 0      |
|                                   |                          |                          |              |              |             |             |        |        |
| Votes exprimés                    | Votes exprimés           | Votes exprimés           | 2 650        | 97,07        | 2 678       | 97,84       |        |        |
| Votes blancs                      | Votes blancs             | Votes blancs             | 22           | 0,81         | 17          | 0,62        |        |        |
| Votes nuls                        | Votes nuls               | Votes nuls               | 58           | 2,12         | 42          | 1,53        |        |        |
| Total                             | Total                    | Total                    | 1 730        | 100          | 2 737       | 100         | 29     | 4      |
| Abstention                        | Abstention               | Abstention               | 3 372        | 55,26        | 3 374       | 55,21       |        |        |
| Inscrits / participation          | Inscrits / participation | Inscrits / participation | 6 102        | 44,74        | 6 111       | 43,82       |        |        |

### Pontivy
- Maire sortante : Christine Le Strat (MoDem)
- 33 sièges à pourvoir au conseil municipal (population légale 2017 : 14 606 habitants)
- 17 sièges à pourvoir au conseil communautaire (CC Pontivy Communauté)

| Tête de liste                             | Tête de liste              | Liste                    | Premier tour | Premier tour | Second tour | Second tour | Sièges  | Sièges  |
| Tête de liste                             | Tête de liste              | Liste                    | Voix         | %            | Voix        | %           | CM      | CC      |
| ----------------------------------------- | -------------------------- | ------------------------ | ------------ | ------------ | ----------- | ----------- | ------- | ------- |
|                                           | Christine Le Strat,        | MoDem                    | 1 983        | 46,28        | 2 053       | 56,58       | 26      | 12      |
| Pontivy avant tout                        |                            |                          | 1 983        | 46,28        | 2 053       | 56,58       | 26      | 12      |
|                                           | Marie-Madeleine Doré-Lucas | FI-G.s-PS-EÉLV           | 894          | 20,86        | 943         | 25,99       | 4       | 2       |
| Demain Pontivy écologique et solidaire    |                            |                          | 894          | 20,86        | 943         | 25,99       | 4       | 2       |
|                                           | Gaëlle Le Roch             | LREM                     | 648          | 15,12        | 632         | 17,42       | 3       | 1       |
| Unis pour Pontivy                         |                            |                          | 648          | 15,12        | 632         | 17,42       | 3       | 1       |
|                                           | Soizic Perrault            | LR                       | 759          | 17,71        | Retrait     | Retrait     | Retrait | Retrait |
| Pontivy avec envie - Soizic Perrault 2020 |                            |                          | 759          | 17,71        | Retrait     | Retrait     | Retrait | Retrait |
|                                           |                            |                          |              |              |             |             |         |         |
| Votes exprimés                            | Votes exprimés             | Votes exprimés           | 4 284        | 96,88        | 3 628       | 96,08       |         |         |
| Votes blancs                              | Votes blancs               | Votes blancs             | 57           | 1,29         | 63          | 1,67        |         |         |
| Votes nuls                                | Votes nuls                 | Votes nuls               | 81           | 1,83         | 85          | 2,25        |         |         |
| Total                                     | Total                      | Total                    | 4 422        | 100          | 3 776       | 100         | 33      | 15      |
| Abstention                                | Abstention                 | Abstention               | 5 011        | 53,12        | 5 646       | 59,92       |         |         |
| Inscrits / participation                  | Inscrits / participation   | Inscrits / participation | 9 433        | 46,88        | 9 422       | 40,08       |         |         |

### Pont-Scorff
- Maire sortant : Pierrik Névannen (LR)

| Tête de liste                       | Tête de liste     | Liste          | Premier tour | Premier tour | Sièges | Sièges |
| Tête de liste                       | Tête de liste     | Liste          | Voix         | %            | CM     | CC     |
| ----------------------------------- | ----------------- | -------------- | ------------ | ------------ | ------ | ------ |
|                                     | Pierrik Névannen, | LR             | 790          | 61,96        | 22     | 1      |
| Pont-Scorff tout simplement         |                   |                | 790          | 61,96        | 22     | 1      |
|                                     | Marcel Dronval    | DVG            | 485          | 38,03        | 5      | 0      |
| Un souffle nouveau pour Pont-Scorff |                   |                | 485          | 38,03        | 5      | 0      |
|                                     |                   |                |              |              |        |        |
| Inscrits                            | Inscrits          | Inscrits       | 2 863        |              |        |        |
| Abstentions                         | Abstentions       | Abstentions    | 1 508        | 52,67        |        |        |
| Votants                             | Votants           | Votants        | 1 355        | 47,33        |        |        |
| Blancs et nuls                      | Blancs et nuls    | Blancs et nuls | 80           | 5,90         |        |        |
| Exprimés                            | Exprimés          | Exprimés       | 1 275        | 94,10        |        |        |

### Questembert
- Maire sortante : Marie-Annick Martin (DVD)

| Tête de liste                                                   | Tête de liste          | Liste          | Premier tour | Premier tour | Sièges | Sièges |
| Tête de liste                                                   | Tête de liste          | Liste          | Voix         | %            | CM     | CC     |
| --------------------------------------------------------------- | ---------------------- | -------------- | ------------ | ------------ | ------ | ------ |
|                                                                 | Boris Lemaire          | DVG            | 1 669        | 57,23        | 23     | 9      |
| Questembert 2020, construisons ensemble notre territoire        |                        |                | 1 669        | 57,23        | 23     | 9      |
|                                                                 | Marie-Christine Danilo | DVD            | 759          | 26,02        | 4      | 1      |
| Servir, agir pour Questembert                                   |                        |                | 759          | 26,02        | 4      | 1      |
|                                                                 | Frédéric Poeydemenge   | DIV            | 488          | 16,73        | 2      | 1      |
| S'épanouir dans un Questembert participatif, citoyen et durable |                        |                | 488          | 16,73        | 2      | 1      |
|                                                                 |                        |                |              |              |        |        |
| Inscrits                                                        | Inscrits               | Inscrits       | 6 091        |              |        |        |
| Abstentions                                                     | Abstentions            | Abstentions    | 3 075        | 50,48        |        |        |
| Votants                                                         | Votants                | Votants        | 3 016        | 49,52        |        |        |
| Blancs et nuls                                                  | Blancs et nuls         | Blancs et nuls | 100          | 3,32         |        |        |
| Exprimés                                                        | Exprimés               | Exprimés       | 2 916        | 96,68        |        |        |

### Quéven
- Maire sortant : Marc Boutruche (DVD)

| Tête de liste               | Tête de liste   | Liste          | Premier tour | Premier tour | Sièges | Sièges |
| Tête de liste               | Tête de liste   | Liste          | Voix         | %            | CM     | CC     |
| --------------------------- | --------------- | -------------- | ------------ | ------------ | ------ | ------ |
|                             | Marc Boutruche, | DVD            | 2 420        | 74,73        | 26     | 3      |
| Quéven gardons le cap       |                 |                | 2 420        | 74,73        | 26     | 3      |
|                             | Marc Cozilis    | PCF-DVG        | 818          | 25,26        | 3      | 0      |
| Quéven ambitions citoyennes |                 |                | 818          | 25,26        | 3      | 0      |
|                             |                 |                |              |              |        |        |
| Inscrits                    | Inscrits        | Inscrits       | 7 461        |              |        |        |
| Abstentions                 | Abstentions     | Abstentions    | 4 125        | 55,29        |        |        |
| Votants                     | Votants         | Votants        | 3 336        | 44,71        |        |        |
| Blancs et nuls              | Blancs et nuls  | Blancs et nuls | 98           | 2,94         |        |        |
| Exprimés                    | Exprimés        | Exprimés       | 3 238        | 97,06        |        |        |

### Quiberon
- Maire sortant : Bernard Hilliet (DVD)

| Tête de liste                 | Tête de liste            | Liste                    | Premier tour | Premier tour | Second tour | Second tour | Sièges  | Sièges  |
| Tête de liste                 | Tête de liste            | Liste                    | Voix         | %            | Voix        | %           | CM      | CC      |
| ----------------------------- | ------------------------ | ------------------------ | ------------ | ------------ | ----------- | ----------- | ------- | ------- |
|                               | Patrick Le Roux          | DVD                      | 681          | 25,54        | 1 278       | 43,97       | 20      | 2       |
| Patrick Le Roux pour Quiberon |                          |                          | 681          | 25,54        | 1 278       | 43,97       | 20      | 2       |
|                               | Gildas Gouarin           | DVD                      | 627          | 23,51        | 1 120       | 38,54       | 5       | 1       |
| Quiberon naturellement        |                          |                          | 627          | 23,51        | 1 120       | 38,54       | 5       | 1       |
|                               | Alain Bensoussan         | LREM                     | 408          | 15,30        | 508         | 17,48       | 2       | 0       |
| Quiberon passions             |                          |                          | 408          | 15,30        | 508         | 17,48       | 2       | 0       |
|                               | Bernard Hilliet,         | DVD                      | 483          | 18,11        | Retrait     | Retrait     | Retrait | Retrait |
| Le bon cap pour Quiberon      |                          |                          | 483          | 18,11        | Retrait     | Retrait     | Retrait | Retrait |
|                               | Nicolas Lecomte          | DVC (ex-LREM)            | 251          | 9,41         |             |             |         |         |
| Quiberon autrement            |                          |                          | 251          | 9,41         |             |             |         |         |
|                               | Jean-Luc Gagnerot        | DVD                      | 216          | 8,10         |             |             |         |         |
| Quiberon atout 2020           |                          |                          | 216          | 8,10         |             |             |         |         |
|                               |                          |                          |              |              |             |             |         |         |
| Votes exprimés                | Votes exprimés           | Votes exprimés           | 2 666        | 98,05        | 2 906       | 97,42       |         |         |
| Votes blancs                  | Votes blancs             | Votes blancs             | 26           | 0,96         | 40          | 1,34        |         |         |
| Votes nuls                    | Votes nuls               | Votes nuls               | 27           | 0,99         | 37          | 1,24        |         |         |
| Total                         | Total                    | Total                    | 2 719        | 100          | 2 983       | 100         | 27      | 3       |
| Abstention                    | Abstention               | Abstention               | 2 088        | 45,44        | 1 816       | 37,84       |         |         |
| Inscrits / participation      | Inscrits / participation | Inscrits / participation | 4 807        | 56,56        | 4 799       | 62,16       |         |         |

### Riantec
- Maire sortant : Jean-Michel Bonhomme (DVD)

| Tête de liste                  | Tête de liste         | Liste          | Premier tour | Premier tour | Sièges | Sièges |
| Tête de liste                  | Tête de liste         | Liste          | Voix         | %            | CM     | CC     |
| ------------------------------ | --------------------- | -------------- | ------------ | ------------ | ------ | ------ |
|                                | Jean-Michel Bonhomme, | DVD            | 1 268        | 60,38        | 24     | 2      |
| Riantec ensemble pour l'avenir |                       |                | 1 268        | 60,38        | 24     | 2      |
|                                | Gérard Ollivier       | PS-DVG         | 832          | 39,61        | 5      | 0      |
| Mieux vivre à Riantec          |                       |                | 832          | 39,61        | 5      | 0      |
|                                |                       |                |              |              |        |        |
| Inscrits                       | Inscrits              | Inscrits       | 4 578        |              |        |        |
| Abstentions                    | Abstentions           | Abstentions    | 2 417        | 52,80        |        |        |
| Votants                        | Votants               | Votants        | 2 161        | 47,20        |        |        |
| Blancs et nuls                 | Blancs et nuls        | Blancs et nuls | 61           | 2,82         |        |        |
| Exprimés                       | Exprimés              | Exprimés       | 2 100        | 97,18        |        |        |

### Saint-Avé
- Maire sortante : Anne Gallo (PS)

| Tête de liste                  | Tête de liste    | Liste          | Premier tour | Premier tour | Sièges | Sièges |
| Tête de liste                  | Tête de liste    | Liste          | Voix         | %            | CM     | CC     |
| ------------------------------ | ---------------- | -------------- | ------------ | ------------ | ------ | ------ |
|                                | Anne Gallo,      | PS             | 2 064        | 55,91        | 26     | 4      |
| Saint-Avé solidaire et durable |                  |                | 2 064        | 55,91        | 26     | 4      |
|                                | Michaël Le Bohec | DVD            | 1 627        | 44,08        | 7      | 1      |
| L'avenir avec nous             |                  |                | 1 627        | 44,08        | 7      | 1      |
|                                |                  |                |              |              |        |        |
| Inscrits                       | Inscrits         | Inscrits       | 8 747        |              |        |        |
| Abstentions                    | Abstentions      | Abstentions    | 4 916        | 56,20        |        |        |
| Votants                        | Votants          | Votants        | 3 831        | 43,80        |        |        |
| Blancs et nuls                 | Blancs et nuls   | Blancs et nuls | 140          | 3,65         |        |        |
| Exprimés                       | Exprimés         | Exprimés       | 3 691        | 96,35        |        |        |

### Saint-Nolff
- Maire sortante : Nadine Le Goff-Carnec (DVD)

| Tête de liste                          | Tête de liste          | Liste          | Premier tour | Premier tour | Sièges | Sièges |
| Tête de liste                          | Tête de liste          | Liste          | Voix         | %            | CM     | CC     |
| -------------------------------------- | ---------------------- | -------------- | ------------ | ------------ | ------ | ------ |
|                                        | Nadine Le Goff-Carnec, | DVD            | 1 019        | 54,00        | 21     | 2      |
| Vision d'avenir                        |                        |                | 1 019        | 54,00        | 21     | 2      |
|                                        | Thaddée Vieille-Cessay | app.EÉLV       | 868          | 45,99        | 6      | 0      |
| Saint-Nolff, agir ensemble pour demain |                        |                | 868          | 45,99        | 6      | 0      |
|                                        |                        |                |              |              |        |        |
| Inscrits                               | Inscrits               | Inscrits       | 3 326        |              |        |        |
| Abstentions                            | Abstentions            | Abstentions    | 1 409        | 42,36        |        |        |
| Votants                                | Votants                | Votants        | 1 917        | 57,64        |        |        |
| Blancs et nuls                         | Blancs et nuls         | Blancs et nuls | 30           | 1,56         |        |        |
| Exprimés                               | Exprimés               | Exprimés       | 1 887        | 98,44        |        |        |

### Sarzeau
- Maire sortant : David Lappartient (LR)

| Tête de liste           | Tête de liste      | Liste          | Premier tour | Premier tour | Sièges | Sièges |
| Tête de liste           | Tête de liste      | Liste          | Voix         | %            | CM     | CC     |
| ----------------------- | ------------------ | -------------- | ------------ | ------------ | ------ | ------ |
|                         | David Lappartient, | LR             | 2 617        | 69,67        | 25     | 4      |
| Sarzeau en mouvement    |                    |                | 2 617        | 69,67        | 25     | 4      |
|                         | Didier Goupil      | PS-EÉLV        | 1 139        | 30,32        | 4      | 0      |
| Osons Sarzeau de demain |                    |                | 1 139        | 30,32        | 4      | 0      |
|                         |                    |                |              |              |        |        |
| Inscrits                | Inscrits           | Inscrits       | 7 783        |              |        |        |
| Abstentions             | Abstentions        | Abstentions    | 3 917        | 50,33        |        |        |
| Votants                 | Votants            | Votants        | 3 866        | 49,67        |        |        |
| Blancs et Nuls          | Blancs et Nuls     | Blancs et Nuls | 110          | 2,85         |        |        |
| Exprimés                | Exprimés           | Exprimés       | 3 756        | 97,15        |        |        |

### Séné
- Maire sortant : Luc Foucault (DVG)

| Tête de liste                    | Tête de liste  | Liste          | Premier tour | Premier tour | Sièges | Sièges |
| Tête de liste                    | Tête de liste  | Liste          | Voix         | %            | CM     | CC     |
| -------------------------------- | -------------- | -------------- | ------------ | ------------ | ------ | ------ |
|                                  | Sylvie Sculo   | PS-EÉLV        | 2 011        | 59,35        | 23     | '3     |
| Séné avenir et solidarité        |                |                | 2 011        | 59,35        | 23     | '3     |
|                                  | Anthony Morel  | DVD            | 1 377        | 40,64        | 6      | 1      |
| Une nouvelle dynamique pour Séné |                |                | 1 377        | 40,64        | 6      | 1      |
|                                  |                |                |              |              |        |        |
| Inscrits                         | Inscrits       | Inscrits       | 7 451        |              |        |        |
| Abstentions                      | Abstentions    | Abstentions    | 3 962        | 53,17        |        |        |
| Votants                          | Votants        | Votants        | 3 489        | 46,83        |        |        |
| Blancs et nuls                   | Blancs et nuls | Blancs et nuls | 101          | 2,89         |        |        |
| Exprimés                         | Exprimés       | Exprimés       | 3 388        | 97,11        |        |        |

### Sulniac
- Maire sortante : Marylène Conan (DVG)

| Tête de liste                   | Tête de liste   | Liste          | Premier tour | Premier tour | Sièges | Sièges |
| Tête de liste                   | Tête de liste   | Liste          | Voix         | %            | CM     | CC     |
| ------------------------------- | --------------- | -------------- | ------------ | ------------ | ------ | ------ |
|                                 | Marylène Conan, | DVG-PS-EÉLV    | 1 144        | 82,42        | 25     | 2      |
| Ensemble, agissons pour Sulniac |                 |                | 1 144        | 82,42        | 25     | 2      |
|                                 | Maryse Flipeaux | DVD            | 244          | 17,57        | 2      | 0      |
| Sulniac autrement               |                 |                | 244          | 17,57        | 2      | 0      |
|                                 |                 |                |              |              |        |        |
| Inscrits                        | Inscrits        | Inscrits       | 2 836        |              |        |        |
| Abstentions                     | Abstentions     | Abstentions    | 1 415        | 49,89        |        |        |
| Votants                         | Votants         | Votants        | 1 421        | 50,11        |        |        |
| Blancs et nuls                  | Blancs et nuls  | Blancs et nuls | 33           | 2,32         |        |        |
| Exprimés                        | Exprimés        | Exprimés       | 1 388        | 97,68        |        |        |

### Surzur
- Maire sortante : Michèle Nadeau (DVD)

| Tête de liste                               | Tête de liste   | Liste          | Premier tour | Premier tour | Sièges | Sièges |
| Tête de liste                               | Tête de liste   | Liste          | Voix         | %            | CM     | CC     |
| ------------------------------------------- | --------------- | -------------- | ------------ | ------------ | ------ | ------ |
|                                             | Noëlle Chenot   | DVD            | 1 243        | 67,44        | 23     | 2      |
| Vivre ensemble à Surzur                     |                 |                | 1 243        | 67,44        | 23     | 2      |
|                                             | Michèle Nadeau, | DVD            | 600          | 32,55        | 4      | 0      |
| Agir pour Surzur, construisons notre avenir |                 |                | 600          | 32,55        | 4      | 0      |
|                                             |                 |                |              |              |        |        |
| Inscrits                                    | Inscrits        | Inscrits       | 3 696        |              |        |        |
| Abstentions                                 | Abstentions     | Abstentions    | 1 806        | 48,86        |        |        |
| Votants                                     | Votants         | Votants        | 1 890        | 51,14        |        |        |
| Blancs et nuls                              | Blancs et nuls  | Blancs et nuls | 57           | 2,49         |        |        |
| Exprimés                                    | Exprimés        | Exprimés       | 1 843        | 97,51        |        |        |

### Theix-Noyalo
- Maire sortant : Yves Questel (DVD)

| Tête de liste                      | Tête de liste            | Liste                    | Premier tour | Premier tour | Second tour | Second tour | Sièges | Sièges |
| Tête de liste                      | Tête de liste            | Liste                    | Voix         | %            | Voix        | %           | CM     | CC     |
| ---------------------------------- | ------------------------ | ------------------------ | ------------ | ------------ | ----------- | ----------- | ------ | ------ |
|                                    | Christian Sébille        | DVD                      | 1 265        | 46,73        | 1 349       | 47,38       | 25     | 3      |
| Theix-Noyalo demain ensemble       |                          |                          | 1 265        | 46,73        | 1 349       | 47,38       | 25     | 3      |
|                                    | Élisabeth de Blois-Hamon | DVD                      | 1 008        | 37,23        | 1 168       | 41,02       | 7      | 1      |
| Avec vous, continuons Theix-Noyalo |                          |                          | 1 008        | 37,23        | 1 168       | 41,02       | 7      | 1      |
|                                    | Émilie Thomas            | DVG                      | 434          | 16,03        | 330         | 11,59       | 1      | 0      |
| Osez citoyens !                    |                          |                          | 434          | 16,03        | 330         | 11,59       | 1      | 0      |
|                                    |                          |                          |              |              |             |             |        |        |
| Votes exprimés                     | Votes exprimés           | Votes exprimés           | 2 707        | 96,75        | 2 847       | 97,53       |        |        |
| Votes blancs                       | Votes blancs             | Votes blancs             | 91           | 3,25         | 72          | 2,47        |        |        |
| Votes nuls                         | Votes nuls               | Votes nuls               | 0            | 0,00         | 0           | 0           |        |        |
| Total                              | Total                    | Total                    | 2 798        | 100          | 2 919       | 100         | 33     | 4      |
| Abstention                         | Abstention               | Abstention               | 3 743        | 57,22        | 3 652       | 55,58       |        |        |
| Inscrits / participation           | Inscrits / participation | Inscrits / participation | 6 541        | 42,78        | 6 571       | 44,42       |        |        |

### Vannes
- Maire sortant : David Robo (DVD, ex-LR)
- 45 sièges à pourvoir au conseil municipal (population légale 2017 : 53 352 habitants)
- 26 sièges à pourvoir au conseil communautaire (CA Golfe du Morbihan - Vannes Agglomération)

| Tête de liste                                 | Tête de liste            | Liste                    | Premier tour | Premier tour | Sièges | Sièges |
| Tête de liste                                 | Tête de liste            | Liste                    | Voix         | %            | CM     | CC     |
| --------------------------------------------- | ------------------------ | ------------------------ | ------------ | ------------ | ------ | ------ |
|                                               | David Robo,              | DVD-LR                   | 7 546        | 50,92        | 35     | 21     |
| Vannes c'est vous                             |                          |                          | 7 546        | 50,92        | 35     | 21     |
|                                               | Simon Uzenat             | PS-EÉLV-G.s-ND           | 3 042        | 20,52        | 5      | 3      |
| Ensemble, libérons les énergies vannetaises ! |                          |                          | 3 042        | 20,52        | 5      | 3      |
|                                               | Patrick Le Mestre        | LREM-UDI                 | 2 366        | 15,96        | 4      | 2      |
| Marchons pour Vannes                          |                          |                          | 2 366        | 15,96        | 4      | 2      |
|                                               | François Riou            | FI-PCF-PP                | 789          | 5,82         | 1      | 0      |
| Vannes projets citoyens - Ensemble pour 2020  |                          |                          | 789          | 5,82         | 1      | 0      |
|                                               | Guillaume Péguy          | RN-PCD-DLF               | 689          | 4,64         | 0      | 0      |
| Union pour Vannes                             |                          |                          | 689          | 4,64         | 0      | 0      |
|                                               | Yann Le Baraillec        | MDC                      | 386          | 2,60         | 0      | 0      |
| Vannes au cœur !                              |                          |                          | 386          | 2,60         | 0      | 0      |
|                                               |                          |                          |              |              |        |        |
| Votes exprimés                                | Votes exprimés           | Votes exprimés           | 14 818       | 98,13        |        |        |
| Votes blancs                                  | Votes blancs             | Votes blancs             | 72           | 0,48         |        |        |
| Votes nuls                                    | Votes nuls               | Votes nuls               | 211          | 1,40         |        |        |
| Total                                         | Total                    | Total                    | 15 101       | 100          | 45     | 26     |
| Abstention                                    | Abstention               | Abstention               | 23 095       | 60,46        |        |        |
| Inscrits / participation                      | Inscrits / participation | Inscrits / participation | 38 196       | 39,54        |        |        |